# 吉劳-杜蓬西亚努
吉劳-杜蓬西亚努是巴西阿拉戈斯州的一个市镇。总面积502.15平方公里，总人口35823人，人口密度71.3人/平方公里。